# OpenDyslexic
OpenDyslexic es una fuente diseñada para mitigar algunos de los errores de lectura causados por la dislexia. Fue creada por Abelardo González, quien la lanzó con licencia open-source. El diseño se basa en la Bitstream Vera, también libre.
Es una opción real en multitud de sitios web y formatos, incluida la Wikipedia, Instapaper, Kobo eReader, Amazon Kindle Paperwhite, algunos libros para niños, y libros de literatura clásica.
Existe también una extensión de Google Chrome, desarrollada por Abelardo González y Robert James Gabriel para formatear la web y forma parte del modo "dyslexic-friendly" en los productos accesibles de la web de Oswald Foundation.